# フェデリコ・クルトヴィッヒ
フェデリコ・クルトヴィッヒ・サグレド（Federico Krutwig Sagredo, バスク語: Federiko Krutwig Sagredo, 1921年5月15日 – 1998年11月15日）は、スペイン・ビスカヤ県ゲチョ出身の言語学者、著作家、政治活動家。

## 経歴
1921年にドイツ系スペイン人の家庭に生まれる。同時にバスク人の血も引いている。
1952年にエウスカルツァインディア（バスク語アカデミー）に入会したが、その後自ら会員を辞して、ヨーロッパ各地を放浪する亡命生活を送った。
1960年代初頭にはフランス領バスクのビアリッツに住み、1959年に結成されていたバスク祖国と自由(ETA)の亡命第一世代と接触した。
1963年に著した『バスコニア』では、「バスク民族主義の父」サビノ・アラナが提唱していた生物遺伝学的な「人種」に代わる言語文化的な「民族」の概念を提起し、言語（バスク語）、心性と文化、宗教、人種的構成、経済的・社会的・物質的要因の5つを列挙してバスク民族を新たに定義づけた。『バスコニア』ではバスク民族主義党(PNV)や党内の頑迷勢力である蜂起派を批判しており、ETAなどの過激派内では教典とさえいわれるようになった。
ETAは血統主義的なアラナの思想を踏襲するか否かで揺れていたが、クルトヴィッヒの理論を援用してアラナの思想と決別し、運動の非宗教性と政教分離を主張した。ETAはバスク語がバスクの神髄であると訴え、バスク語はバスク・ナショナリズム運動の象徴となった。
クルトヴィッヒの主張はヨーロッパ各地の植民地解放闘争にイデオロギーをもたらしたとされており、バスク民族主義党の民族理論のみだったバスク開放に戦術を与えた。
クルトヴィッヒはETAの国際部門で活動した後にスペイン国外に亡命するが、フランシスコ・フランコ死後の1977年に帰国し、ビルバオで言語学や歴史学の研究に専念した。1968年にはエウスカルツァインディアのコルド・ミチェレナらが統一バスク語（バトゥア）を制定しており、クルトヴィッヒは古代ギリシャ語を踏まえて統一バスク語の基準修正に協力した。
1998年にビルバオで死去した。